# David Michaels
David Michaels is een pseudoniem voor de auteur(s) van de Tom Clancy's Splinter Cell-boeken. De boeken zijn niet door Tom Clancy zelf geschreven, hij heeft het concept gecreëerd. Er zijn tot nu toe 2 boeken in de reeks verschenen van de auteur Raymond Benson (onder het pseudoniem van David Michaels) en een derde moet nog uit komen, dit keer niet door Raymond Benson geschreven maar door een andere, nog onbekende, auteur onder hetzelfde pseudoniem.

## Boeken
Door Raymond Benson: 
 1. Tom Clancy's Splinter Cell. (2004) 
 2. Tom Clancy's Splinter Cell: Operation Barracuda. (2005)
 Door een nog onbekende schrijver: 
 3. Tom Clancy's Splinter Cell: Checkmate (2006)
De boeken zijn gebaseerd op de computerspellen van Ubisoft maar hebben een ander verhaal. De boeken zijn niet in het Nederlands vertaald.
- Biblioteca Nacional de España: XX5249022
- Bibliothèque nationale de France: cb15105479m (data)
- International Standard Name Identifier: 0000 0000 7732 4311
- Library of Congress Control Number: n2005051255
- Nationale Bibliotheek van Tsjechië: xx0040169
- Nationale Bibliotheek van Israël: 987007331059705171
- Nederlandse Thesaurus van Auteursnamen: 271315873
- Système universitaire de documentation: 161751202
- Virtual International Authority File: 100334257
- WorldCat: E39PCjqyfcVhhWdX4tCFYGpK8d